# Emma Černá
Pour les articles homonymes, voir Černá.
Emma Černá, née le 23 mars 1937 à Mladá Boleslav et morte le 2 juillet 2018 à Prague, est une actrice tchèque.

## Biographie
Diplômée d'une école de commerce, elle est acceptée à la DAMU à sa troisième tentative. Elle est élève de Radovan Lukavský (1956-1960) et, dès sa troisième année, remporte un rôle dans Faust, Markétka, služka a já d'Ivan Vyskočil (cs) et Jiří Suchý au Théâtre sur la Balustrade,. Elle joue le rôle principal dans le film Adelheid réalisé par František Vláčil, et obtient également des rôles dans les films Skalpel, prosím, Samotáři et Kolya. 
Elle exerce de nombreuses années au Divadlo Komedie et sa dernière scène à lieu au Divadlo v Dlouhé (cs).
En 1960, elle commence à travailler au Théâtre sur la Balustrade, qui correspond initialement à ses idées sur le théâtre d'auteur. Lorsque la troupe originale se dissout, elle se rend à Most et séjourne au Théâtre des travailleurs de 1963 à 1986, où se forme à cette époque une troupe d'acteurs d'excellente qualité. En tant qu'actrice, elle est l'un des plus grands piliers de la troupe et crée un grand nombre de rôles du répertoire mondial telles que les héroïnes de Shakespeare Rosalind, Catherine et Portia, Hélène dans Oncle Vania de Tchekhov,Médée dans la tragédie du même nom de Robinson Jeffers, Elvira dans Don Juan de Molière, Elizabeth dans Marie Stuart de Friedrich Schiller, etc. Elle travaille également comme professeur de dramaturgie au théâtre. De retour à Prague, elle devient membre de la troupe d'acteurs du Théâtre SK Neumann (plus tard le Divadlo pod Palmovkou (cs), 1986-1998). Elle-même considère sa collaboration ultérieure avec les metteurs en scène Michal Dočekal (cs) et Jan Nebeský (cs) comme la période la plus inspirante de sa vie. 
Elle collabore avec Štěpán Pácl (cs) dans la production de Kristallnach au Švandovo divadlo na Smíchově (cs) en 2011 et avec Hana Burešová (cs). Elle a également enseigné à l'École supérieure professionnelle d'art dramatique de Prague. 
Par ailleurs, elle est aussi connue pour ses créations d'émaux qu'elle expose. 
Au cinéma, son premier rôle est celui de la sœur du personnage principal dans le film Každý den odvahu d'Evald Schorm en 1964, mais son rôle le plus important et le plus célèbre est celui de la jeune fille allemande Adelheid dans le film de Vláčil du même nom en 1969. 
Elle a joué aussi dans de nombreuses séries télévisées (Svědek umírajícího času, Přítelkyně z domu smutku, Krev zmizelého aj...).

## Filmographie

### Cinéma
- 1964 : Každý den odvahu : la sœur de Věra
- 1969 : Adelheid : Adelheid Heidenmannová
- 1970 : Nahota : Anděla
- 1971 : Pět mužů a jedno srdce : Chybová
- 1973 : Dny zrady : Růžena Pardusová, employée de la poste
- 1976 : Holka na zabití : MUDr. Petráková
- 1977 : Den pro mou lásku : la docteure
- 1978 : Setkání v červenci : l’enseignante
- 1978 : Hrozba
- 1980 : Panelstory aneb Jak se rodí sídliště
- 1981 : Dívka s mušlí : l’éducatrice
- 1981 : Každému jeho nebe : Frona, la prostituée
- 1985 : Skalpel, prosím : asistentka MUDr. Hladká
- 1985 : Stín kapradiny : la femme
- 1985 : Až do konce : Trudi Horáková, mère de Tereza
- 1987 : Proč? : la mère de Marie
- 1987 : Smích se lepí na paty : la receveuse des postes Madlenka
- 1989 : Dobrí holubi se vracejí : l’enseignante Kubátová
- 1989 : Prokletí domu Hajnů : Anna
- 1994 : Pokoj u trati : la logeuse (court-métrage)
- 1996 : Kolja : la docteure à l’hôpital
- 1997 : Báječná léta pod psa : Zita
- 1998 : Prague Duet : Elena
- 2000 : Samotáři : la mère de Robert
- 2005 : Krev zmizelého : Utta von Lieven
- 2006 : Hezké chvilky bez záruky : la retraitée
- 2008 : Hlídač č. 47
- 2013 : Frankenstein's Army : vieille réfugiée (Old Woman Refugee)
- 2014 : La Légende de Viy : Babka Ganna
- 2018 : Kluci z hor

### Téléfilms
- 1971 : Lepsí pán
- 1973 : Záhady v Alleghe
- 1973 : Známost sestry Aleny : l’infirmière Blanka
- 1987 : Přízrak : Leníčková
- 1989 : Útěk ze seriálu : voisine des Hofman
- 1995 : Jediná na světě : Dorota
- 2005 : Rána z milosti : la mère de Máša

### Séries télévisées
- 1985 : Bitva za Moskvu : Mme Rokossovskaïa (1 épisode)
- 1989 : Dobrodružství kriminalistiky : Rosa Bruneriová (1 épisode)
- 1992 : Přítelkyně z domu smutku : la référente (4 épisodes)
- 1996 : Deutschlandlied : DRK Frau (mini-série)
- 2005 : Dobrá čtvrť (1 épisode)
- 2009 : Vyprávěj : Jana Dvořáková (1 épisode)